# Вайс, Вальтер
Вальтер Вайс (нем. Walter Weiss; 5 сентября 1890 — 21 декабря 1967) — немецкий офицер, участник Первой и Второй мировых войн, генерал-полковник, кавалер Рыцарского креста с Дубовыми листьями.

## Начало военной карьеры
19 марта 1908 года после окончания кадетского училища поступил фенрихом в 59-й (4-й Позенский) пехотный полк. С 1911 адъютант, затем командир роты 3-го батальона своего полка. Участник 1-й Мировой Войны, служил в штабах армейской группы Шольца (Македония) и 226-й пех. дивизии. За боевые отличия награждён Жел. крестом 1-го и 2-го класса; капитан (15.7.1918).

## Между мировыми войнами
В 1919-20 служил в пограничной охране «Восток». После демобилизации армии оставлен в рейхсвере. служил во 2-м (прусском) пех. полку. С 1.10.1922 сотрудник отдела разведки и контрразведки при штабе I воен. округа (Кёнигсберг). В 1924 переведен в штаб 1-й пех. дивизии, в 1925 — в штаб 1-го б-на 7-го пех. полка (Оппель), с 1927 ком. 1-й, с 1929 — 16-й роты того же полка. В 1932 переведен в комендатуру Бреслау. С 1.10.1933 1-й офицер Генштаба (нач. Опер. отдела) штаба команд. пехотой II воен. округа (Мекленбург-Шверин), с 15.10.1934 — 12-й дивизии. 24.3.1936 переведен в штаб VI арм. корпуса (Мюнстер). С 1.5.1938 ком. 1-го пех. полка в Кёнигсберге.

## Вторая мировая война
Участвовал в Польской (1939) и Французской (1940) кампаниях. С 15.12.1940 командир 97-й легкой дивизии, с 15 января 1941 года командир 26-й пехотной дивизии. С 22 июня 1941 года воевал на центральном участке Восточного фронта. С 1 июля 1942 года командир XXVII армейского корпуса. Бои в районе Невеля. С 3 февраля 1943 года командующий 2-й армией (на центральном участке Восточного фронта, в составе группы армий «Центр»). Против его армии советские войска провели ряд наступательных операций, в том числе Ломжа-Ружанскую наступательную операцию. С 12 марта по 8 апреля 1945 года командующий группой армий «Север» (в Восточной Пруссии). В апреле 1945 года эвакуировался в Северную Германию, где был взят в американский плен.
В марте 1948 года освобождён.

## Воинские звания
- фенрих (19.03.1908)
- лейтенант (19.08.1909)
- обер-лейтенант (24.07.1915)
- капитан (15.07.1918)
- майор (01.06.1931)
- подполковник (01.09.1934)
- полковник (01.03.1937, со старшинством с 01.08.1936)
- генерал-майор (01.09.1940)
- генерал-лейтенант (01.08.1942)
- генерал пехоты (01.09.1942)
- генерал-полковник (30.01.1944)

## Награды
- Железный крест 2-го класса (09.09.1914)
- Железный крест 1-го класса (15.12.1915)
- Крест «За военные заслуги» 3-го класса с воинским отличием (Австро-Венгрия)
- Орден Железного полумесяца (Османская империя)
- Орден «За военные заслуги» 4-й степени (Болгария)
- Почётный крест Первой мировой войны 1914/1918 (1934)
- Пряжка к Железному кресту 2-го класса (19.09.1939)
- Пряжка к Железному кресту 1-го класса (02.10.1939)
- Рыцарский крест Железного креста (12.09.1941)
  - дубовые листья (05.11.1944)
- Немецкий крест в золоте (19.02.1943)
- Медаль «За зимнюю кампанию на Востоке 1941/42»
- Упоминание в приказе по вемахту (06.04.1944, 02.11.1944)